# Miúcha
Heloísa Maria Buarque de Hollanda, mais conhecida como Miúcha (Rio de Janeiro, 30 de novembro de 1937 — Rio de Janeiro, 27 de dezembro de 2018), foi uma cantora e compositora brasileira.
Neta de Cristóvão Buarque de Hollanda e filha de Sérgio Buarque de Holanda e Maria Amélia Cesário Alvim, Miúcha é irmã do cantor e compositor Chico Buarque e das também cantoras Ana de Hollanda e Cristina Buarque, e mãe da cantora Bebel Gilberto, fruto de seu casamento com o compositor João Gilberto.

## Biografia

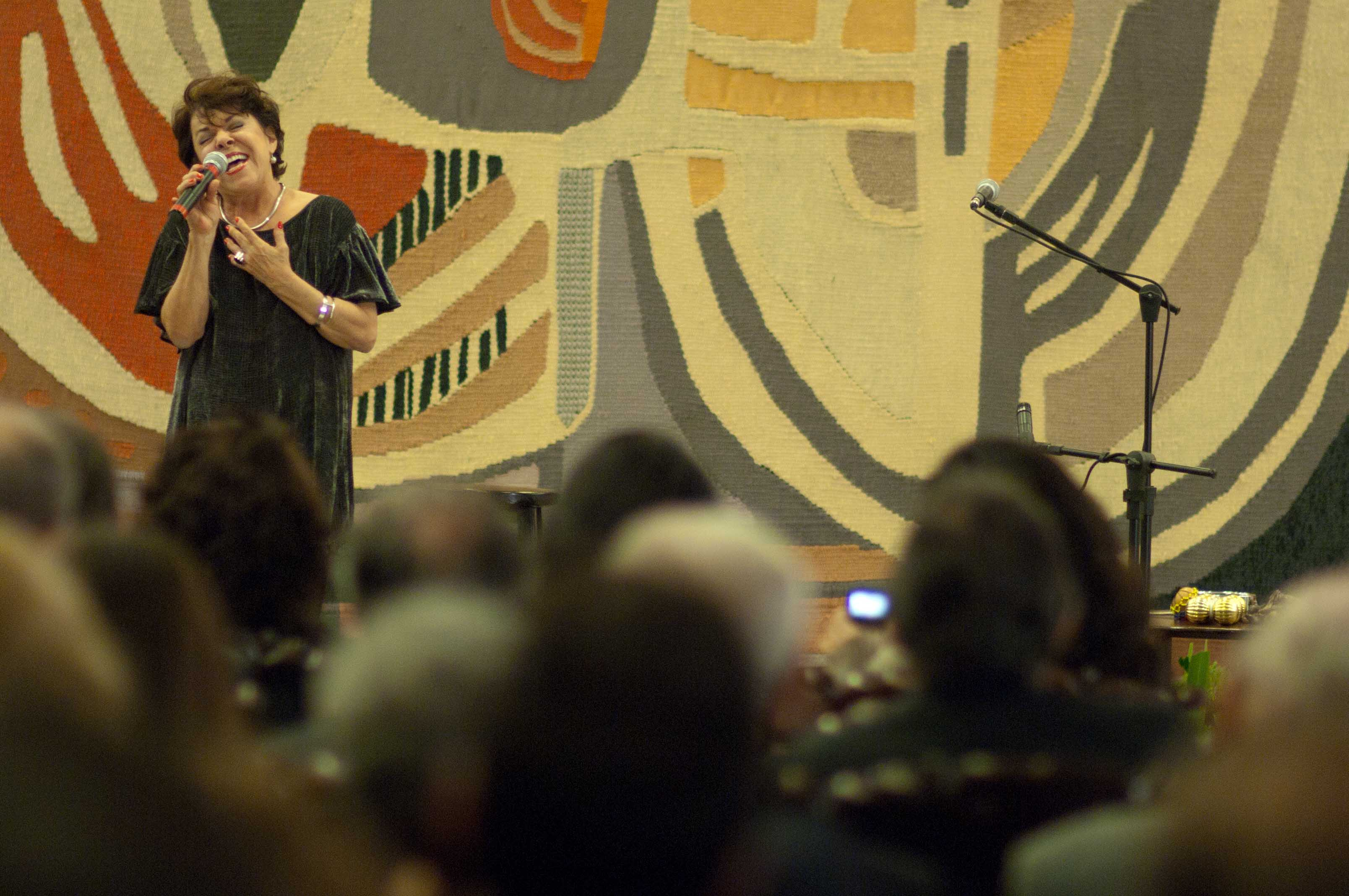
Em 2010, Miúcha cantou na cerimônia que elevou Vinicius de Moraes a Embaixador Post-Morten.

Heloísa Maria Buarque de Hollanda nasceu no Rio de Janeiro em 30 de novembro de 1937, mas sua família mudou-se para São Paulo quando ela tinha apenas 8 anos. Ainda criança formou um conjunto vocal com seus irmãos, incluindo Chico Buarque.
Em 1960, mudou-se para Paris onde estudou História da Arte na École du Louvre. Em viagem de férias fez uma excursão com amigos para a Grécia, Itália e França. Em Roma, no bar La Candelária, conheceu a cantora chilena Violeta Parra, através de quem conheceu o cantor baiano João Gilberto, tendo com ele se casado e tido uma filha, também cantora, Bebel Gilberto.
Em 1975, fez sua primeira gravação profissional como cantora no disco The Best of Two Worlds de parceria de João Gilberto e Stan Getz. Após este lançamento, Miúcha tornou-se parceira de Tom Jobim em dois discos, de 1977 e 1979, e fez parte do espetáculo organizado por Aloysio de Oliveira junto com Vinicius de Moraes, Tom Jobim e Toquinho. O espetáculo ficou em cartaz durante um ano no Canecão, Rio de Janeiro, seguiu para apresentações internacionais na América do Sul e na Europa, e deu origem a gravação Tom, Vinícius, Toquinho e Miúcha gravado ao vivo no Canecão (RCA Victor, 1977).
Morreu de parada respiratória em 27 de dezembro de 2018, no Hospital Samaritano (Rio de Janeiro), onde se tratava de um câncer de pulmão.

## Discografia
- Miúcha & Antônio Carlos Jobim (1977) RCA Victor LP
- Tom/Vinicius/Toquinho/Miúcha - Gravado ao vivo no Canecão (1977) Som Livre LP, CD
- Os Saltimbancos (1977) Phonogram/Philips Records LP, CD
- Miúcha & Tom Jobim (1979) RCA Victor LP
- Tom Jobim, Vinicius de Moraes, Toquinho e Miúcha - Musicalmente ao vivo na Itália (1979)
- Miúcha (1980) RCA Victor LP
- Miúcha (1989) Warner/Continental LP
- Vivendo Vinicius ao vivo Baden Powell, Carlos Lyra, Miúcha e Toquinho (1999) BMG Brasil CD
- Rosa amarela (1999) BMG Brasil CD
- Miúcha.compositores (2002) Biscoito Fino CD
- Miúcha canta Vinicius & Vinicius - Música e letra (2003) Biscoito Fino CD
- Miúcha Outros Sonhos (2007) Biscoito Fino
- Miúcha com Vinícius/Tom/João (2008) Sony & BMG